# Boilerplate
'Boilerplate', boiler plate o texto repetitivo, es cualquier texto escrito que se puede reutilizar en nuevos contextos o aplicaciones sin cambios significativos en el original. El término se usa en declaraciones, contratos y código de computadora; y se lo utiliza en los medios de comunicación para referirse a escritos trillados o no originales.

## Etimología
Originalmente, boilerplate se refería al acero laminado usado para hacer calderas para calentar agua. Las placas de impresión de metal (metal tipado) utilizadas en la composición tipográfica metálicas, como anuncios o columnas sindicadas, se distribuyeron a pequeños periódicos locales y se conocieron como 'boilerplates' por analogía.

## Usos

### Lenguaje
Se conoce como boilerplate a la información que incluye datos básicos de una organización que se coloca al término de una nota de prensa. Esta información tiene un valor documental para el periodista que está elaborando una noticia. La información que suele incluir el boilerplate es:
- Nombre oficial de la organización.
- Actividades que realiza.
- Resultados de su último ejercicio fiscal.
- Dirección de su sitio web.
- Misión (aunque no es habitual).

### Programación
Se conoce como Boilerplate code o código boilerplate a secciones de código que se repiten en varios lugares con poca o ninguna variación.